# Многоканальная астрономия
Многокана́льная астроно́мия (англ. Multi-messenger astronomy) — раздел астрономии, комплексно изучающий электромагнитное излучение, гравитационные волны и элементарные частицы, например нейтрино и космические лучи высокой энергии, испускаемые одними и теми же внеземными источниками, с целью получения сведений о происходящих в космосе процессах. Преимуществом многоканальной астрономии является использование высокой проникающей способности нейтрино и гравитационных волн в дополнение к детектированию электромагнитного излучения, которое может отражаться, поглощаться и изменять направление своего распространения.

## История
Начало многоканальной астрономии было положено в 2017 г. в процессе наблюдения слияния нейтронных звёзд одновременно при помощи детектирования гравитационных волн обсерваторией LIGO — Virgo и наблюдения электромагнитного излучения в различных диапазонах космическим телескопом Fermi и одновременная регистрация нейтрино лабораторией IceCube и рентгеновского излучения космической лабораторией Swift.